# Vaszílisz Vaszilikósz
Vaszílisz Vaszilikósz (Kavála, 1933. november 18. – Athén, 2023. november 30.) görög író és diplomata. Az UNESCO adatai szerint a tíz legtöbbet fordított görög szerző között van.

## Élete
Vaszílisz Vaszilikósz 1933. november 18-án született Kavála városában, Thászosz szigetéről származó szülők gyermekeként. Apja a Liberális Párt parlamenti képviselője volt, nővére pedig asztalitenisz-bajnok. Szalonikiben nőtt fel, ott végezte el a jogi egyetemet, majd a Yale Egyetem drámaiskolájában televíziós rendezést tanult, és Athénba költözött, ahol újságíróként dolgozott.
Politikai tevékenysége miatt az 1967-es puccsot követően hét évre száműzetésbe kényszerült. Bár a rezsim megbukott, továbbra is külföldön élt és dolgozott, egészen 1994-es végleges visszatéréséig Görögországba.
1981 és 1984 között Vaszilikósz a görög állami televíziós csatorna (ET1) igazgatóhelyettese volt. 1996 és 2004 között Görögország UNESCO-nagykövete volt.
Vaszilikósz kétszer nősült. Az első házasságot Mimivel kötötte, akivel együtt alapítottak egy kiadót, majd később elváltak, mert Mimi apáca lett, a második házasságot 1983-ban kötötte Vaso Papantoniou (szül. 1939) lírai énekessel, akivel egy lányuk született, Evridiki.
2023. november 30-án, 90 éves korában halt meg. December 4-én temették el az athéni Első temetőben. Vaszilikószt felesége, a görög szoprán Vaso Papantoniou és lányuk gyászolta.

## Munkái
Szerzőként Vaszilikósz rendkívül termékeny volt, és széles körben fordították le. Több mint 100 könyve jelent meg, köztük regények, színdarabok és versek. Legismertebb műve a Z (1967) című politikai regénye, amelyet 32 nyelvre fordítottak le, és amely a Costa-Gavras által rendezett, díjnyertes Z című film alapjául szolgált (Míkisz Theodorákisz zenéjével). A regény ihlette a Sanghaj című indiai (2012-es) filmet is.
Vaszilikósz és néhai felesége, Dimitra (Mimí) barátok voltak James Merrill amerikai költővel; Mimí halála kritikus késői fordulatként szolgál Merrill The Changing Light at Sandover (1982) című epikus költeményében.
Az Egyesült Államokban Vassilikos sokáig a Seven Stories Presshez kötődött és a Seven Stories Press kiadónál jelent meg.

## Politika
Vaszilikósz a 2014-es görög helyhatósági választásokon a PASOK jelöltjeként indult Athén város tanácsos jelöltjeként.[4]
A 2019-es görög parlamenti választásokon a Sziriza színeiben parlamenti képviselővé választották.

## Válogatott művei
- The Monarch
- And Dreams Are Dreams
- The Photographs
- The Plant, the Well, the Angel
- The Coroner's Assistant
- The Harpoon Gun
- The Few Things I Know About Glafkos Thrassakis
- Z (English language ISBN 0-394-72990-0 or ISBN 0-941423-50-6)

## Fordítások
- The Photographs, tr. M. Edwards (1971; repr. 1972)
- The Plant, The Well, The Angel A Trilogy, tr. E. Keeley, M. Keeley (1964)

## Fordítás
- Ez a szócikk részben vagy egészben  a   Vassilis Vassilikos című angol Wikipédia-szócikk fordításán alapul.  Az eredeti cikk szerkesztőit annak laptörténete sorolja fel. Ez a jelzés csupán a megfogalmazás eredetét és a szerzői jogokat jelzi, nem szolgál a cikkben szereplő információk forrásmegjelöléseként.